# Snappy (fotocamera)

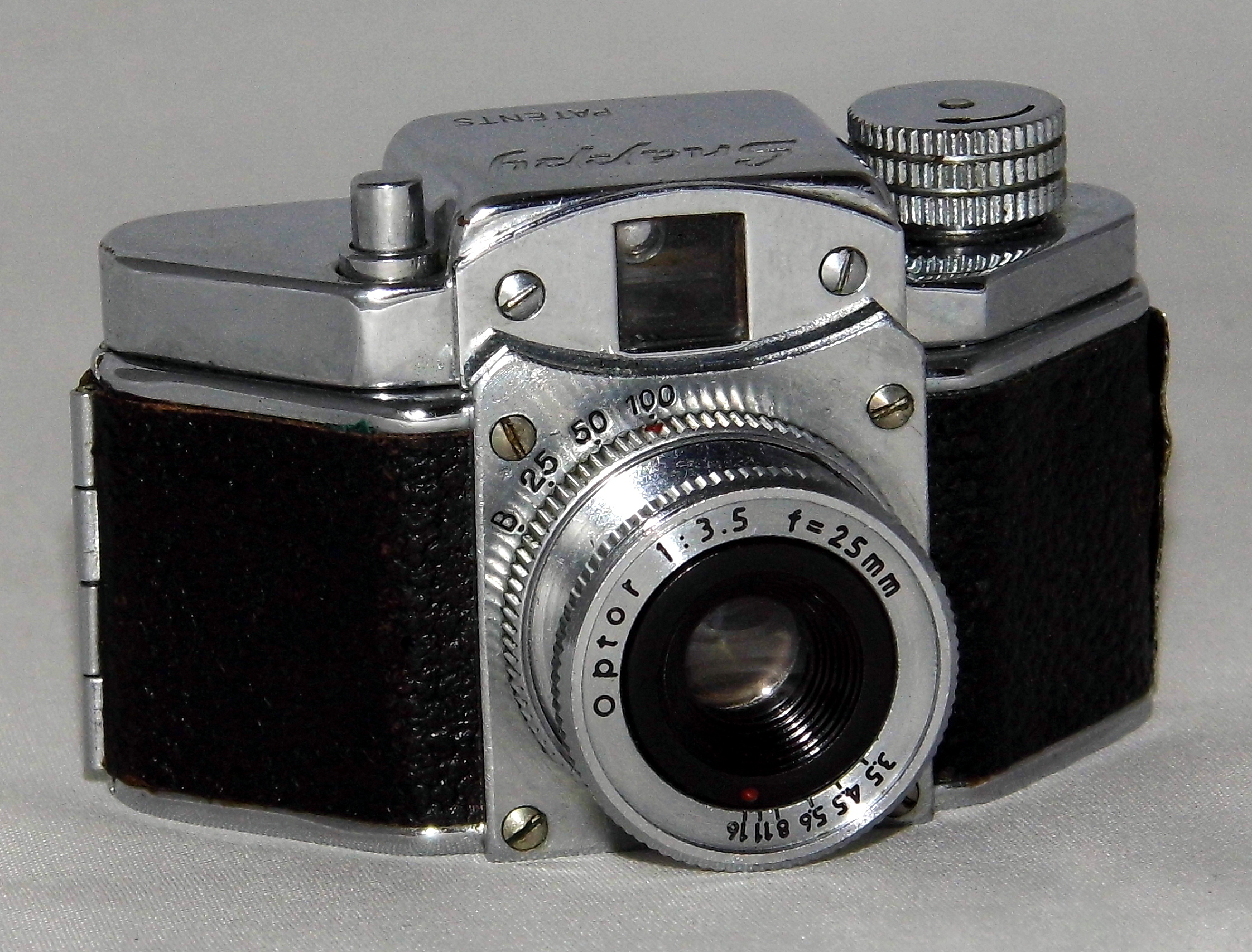
1949

La Snappy è una fotocamera subminiatura prodotta in Giappone dalla Konishiroku Kogaku, poi Konica, a partire dal 1949 fino al 1951.
Aveva il formato 14 x 14 mm, e appartiene alla categoria di fotocamere Hit-type cameras o subminiature; in Giappone sono chiamate (豆カメラ), letteralmente "fotocamera fagiolo".  
Utilizzava un otturatore orizzontale di tipo a ghigliottina, con un'ottica Optor da 25mm f/3.5. Poteva montare un obbiettivo Cherry Telephoto f5.6, da 40 mm, esistono due versioni una con la scritta incisa "Patents".
Il corpo della macchina ricorda, in miniatura, quello della Exakta prodotte nello stesso periodo; nel suo genere è una macchina fotografica di livello alto, piuttosto rara.